# Gottfried Weise
Gottfried Ewald Franz Weise (ur. 11 marca 1921 w Waldenburgu, zm. 1 marca 2000) – zbrodniarz hitlerowski, członek załogi niemieckiego obozu koncentracyjnego Auschwitz-Birkenau i SS-Unterscharführer.
W 1940 zgłosił się do służby w Waffen-SS. W maju 1944 został szefem komanda więźniarskiego w Auschwitz-Birkenau, pracującego w magazynach, w których sortowano mienie zabrane więźniom i pomordowanym Żydom. Dopuszczał się indywidualnych morderstw na podległych mu więźniach. Po zakończeniu wojny udało się udowodnić pięć dokonanych przez Weise zabójstw. W czerwcu i lipcu 1944 zastrzelił on więźnia, który spóźnił się do pracy po krótkiej przerwie oraz kolejnych dwóch, którzy próbowali się ukryć za stosami odzieży. Natomiast we wrześniu 1944 rozstrzelał dwójkę dzieci (8-letniego chłopca i 17-letnią dziewczynę) za to, że próbowali ukraść z magazynu konserwy (te ostatnie wydarzenie miało miejsce w Birkenau). 
Proces Gottfrieda Weise toczył się od października 1986 do stycznia 1988 przed zachodnioniemieckim sądem w Wuppertalu. Za pięciokrotne morderstwo został on skazany 28 stycznia 1988 na dożywotnie pozbawienie wolności. Weise próbował uniknąć kary i zbiegł do Szwajcarii. Jednak w sierpniu 1988 schwytano go i ekstradowano do RFN. O jego dalszym losie nic nie wiadomo. Franz Josef Kniola ułaskawił go w 1997 roku.